# Louis Joseph Trimolet
Pour les articles homonymes, voir Trimolet.
Louis Joseph Trimolet, né le 17 octobre 1812 à Paris où il est mort le 23 décembre 1843, est un peintre, dessinateur, graveur et lithographe français.

## Biographie
Orphelin à neuf ans, il doit travailler très tôt. Il connaît plusieurs gagne-pain avant d'être apprenti chez un graveur d'étiquettes, où il montre ses dispositions pour le dessin. À force d'économies, il entre à l’atelier de David d’Angers, puis est admis à l'École des Beaux-Arts (octobre 1831) où il est élève de Guillaume Guillon-Lethière ; mais l'enseignement académique l'ennuie. En 1830, il a réalisé une lithographie, Avant, Pendant, Après (1830) ayant trait à la révolution de Juillet. 
Il débute en dessinant des vignettes pour Versailles, ancien et moderne (1832) du Comte de Laborde, et reçoit des commandes de l'éditeur Léon Curmer. En 1834, il épouse la sœur du peintre Charles-François Daubigny, et forme avec ce dernier un groupe d'amis où figurent le sculpteur Geoffroy-Dechaume et les peintres Ernest Meissonnier et Auguste Steinheil. Bien qu'il fût ardent au travail, il ne put sortir de la misère et mourut prématurément d'une phtisie due aux privations. Sa femme était morte quelques mois avant lui.
Orphelin, son fils, Alphonse Trimolet, est recueilli par son oncle, Daubigny, et Geoffroy-Dechaume : devenu peintre et graveur à partir des années 1865-1867, il laisse quelques eaux-fortes représentant Paris et ses environs, éditées entre autres par Richard Lesclide et Alfred Cadart et meurt après 1887.

## L'œuvre

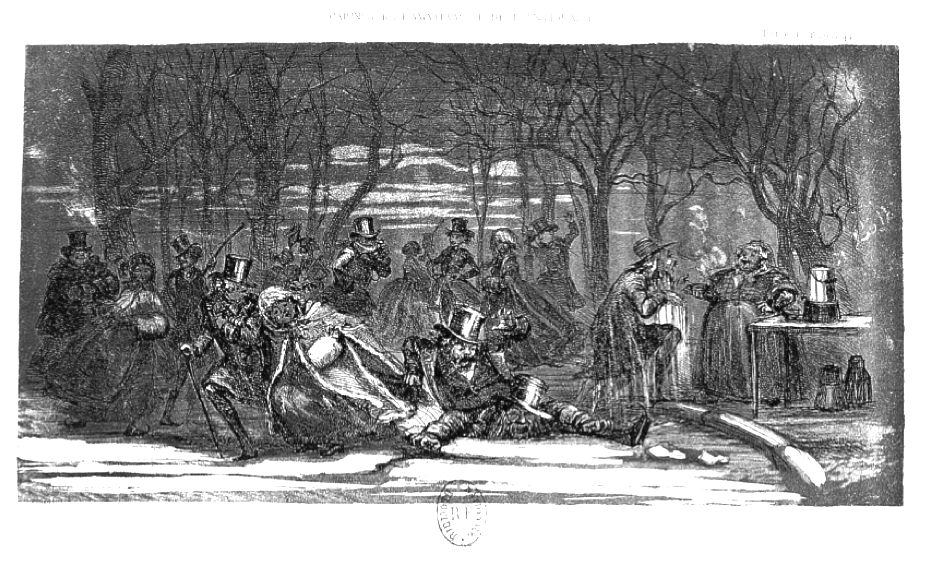
L'Hiver, eau-forte sur double plaque d'acier.

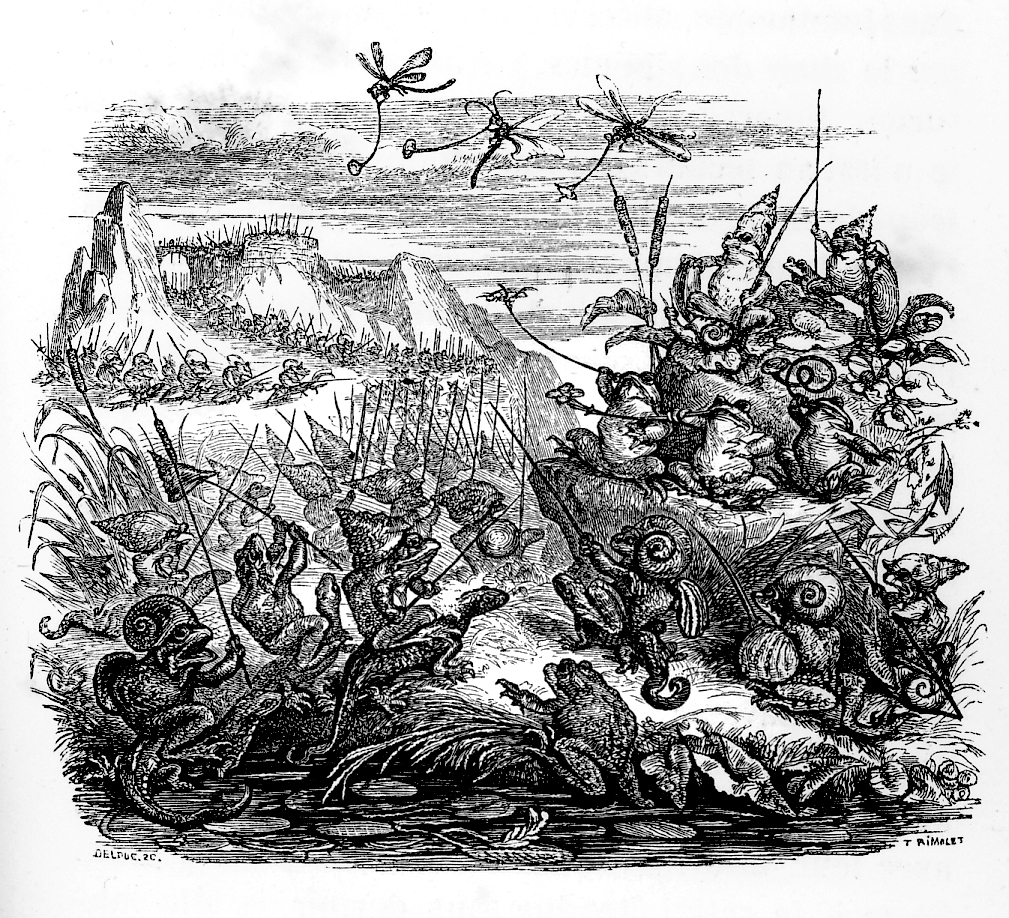
Illustration de Trimolet pour Le Combat des rats et des grenouilles.

Comme peintre, on lui connaît deux tableaux : Distribution de secours par des sœurs de charité (1839) et La Prière (1841). Le premier, médaillé au Salon de 1839, resta sans acquéreur et fut offert par la famille Geoffroy-Dechaume au musée de l'Assistance publique - Hôpitaux de Paris. C'est principalement comme dessinateur et graveur que Trimolet a œuvré : croquis, gravures sur bois, eaux-fortes destinés à l'illustration d'ouvrages, quelques lithographies ; doué d'une exécution facile, il manifeste dans ses travaux un humour fin. Comme illustrateur, il a contribué notamment aux ouvrages suivants :
- Versailles ancien et moderne (1832) du Comte de Laborde ; vignettes sur bois.
- Alphonse de Lamartine, Voyage en Orient (1832-1833) ; dessins sur bois.
- Le Combat des rats et des grenouilles (trad. d'Homère, dans La Pléiade de Curmer, 1841) : titre gravé à l'eau-forte ; six bois fins.
- Les Français peints par eux-mêmes (1840-1842), éd. par Curmer ; dessins sur bois.
- Physiologies de l'employé, de l'étudiant, de l'homme de loi, du floueur, du garde national (1841-1842) ; dessins sur bois.
- Les Contes de Perrault, en collab. avec Daubigny ; eau-forte.
- Le Musée ou magasin comique de Philipon et Le Charivari ; dessins de caricatures.
- Le Comic-Almanach, keepsakes comiques pour 1842-1843, éd.Aubert, 2 vol., 24 eaux-fortes de Trimolet représentant les douze mois de l'année.
- Les Chants et chansons populaires de la France, 3 vol., 1843. Frontispice gravé à l'eau-forte. Nombreux dessins de Trimolet.